# Soňa Matochová
Soňa Matochová (* 3. srpna 1962 Brno) je česká právnička, bývalá československá politička, po sametové revoluci poslankyně Sněmovny národů Federálního shromáždění za HSD-SMS.

## Biografie
Ve volbách roku 1990 byla zvolena za HSD-SMS do české části Sněmovny národů (volební obvod Jihomoravský kraj). Hnutí HSD-SMS na jaře 1991 prošlo rozkolem, po němž se poslanecký klub rozpadl na dvě samostatné skupiny. Matochová proto v květnu 1991 přestoupila do klubu Hnutí za samosprávnou demokracii - Společnost pro Moravu a Slezsko 1. Ve Federálním shromáždění setrvala do voleb roku 1992. Ve volbách do Sněmovny národů Federálního shromáždění v roce 1992 kandidovala neúspěšně v Jihomoravském kraji na kandidátní listině KDU-ČSL.
Působí jako právnička, publikuje práce v oblastech ústavního práva, harmonizace českého práva s EU a lékařské etiky, překládá z angličtiny. V 90. letech byla členkou expertní pracovní skupiny pro provádění Evropské dohody a vyjednávání vstupu do Evropské unie, k roku 1998 působila na Úřadu pro ochranu hospodářské soutěže, k roku 2011 byla uváděna jako právnička Ústavního soudu České republiky, k roku 2023 pak jako vedoucí analytického oddělení Úřadu pro ochranu osobních údajů.